# Fausto Cornelio Silla
Fausto Cornelio Silla (latino Faustus Cornelius Sulla; Grecia, 86 a.C. – Tapso, 46 a.C.) è stato un militare romano fu il figlio del dittatore Lucio Cornelio Silla e della sua quarta moglie Cecilia Metella Dalmatica.

## Biografia
Nacque attorno all'86 a.C. durante il soggiorno in Grecia della madre. Nel 63 a.C. durante l'assedio di Gerusalemme da parte delle truppe di Gneo Pompeo Magno, fu il primo che ebbe il coraggio di oltrepassare le mura. L'assalto portò ad una vera carneficina. Morirono sia quelli che tentavano di rifugiarsi nel santuario, sia quelli che provavano a resistere. Nel 60 a.C. allestì uno spettacolo di gladiatori in onore di suo padre.
Fu consacrato augure prima del 57 a.C., l'anno seguente fu praefectus monetalis, poi divenne questore nel 54 a.C. Nel 52 a.C. gli fu commissionata la ricostruzione della Curia Hostilia, incendiata in seguito alla morte di Clodio avvenuta nello stesso anno. La curia ricostruita ottenne il nome di Curia Cornelia in suo onore.
Allo scoppio della guerra civile, si schierò dalla parte di Pompeo. Fu proposto di inviarlo in Mauritania nel 49 a.C., ma il tribuno della plebe Lucio Marcio Filippo oppose il suo veto alla proposta. Mantenne comunque lo status di proquestore coi poteri di propretore, probabilmente fino al 46 a.C.. Durante questo periodo rimase attivo nel Mediterraneo per coadiuvare la causa pompeiana, partecipando anche agli scontri in Macedonia sotto Metello Scipione contro Gneo Domizio Calvino e anche alla battaglia di Farsalo.
Possedeva una villa a Cuma (Cic., Att. IV, 10) con una grande biblioteca spesso consultata dallo stesso Cicerone; sposò Pompea, figlia di Pompeo e della sua terza moglie Mucia Terzia. Da questo matrimonio nacquero quattro figli: Fausto Cornelio Silla, Lucio Cornelio Silla Enobarbo, Cornelia Silla, moglie di Lucio Scribonio Libone e madre di Scribonia, prima moglie di Ottaviano, e Cornelia Magna. Fausto Silla fu ucciso nel 46 a.C. durante gli scontri in Mauritania fra cesariani e pompeiani.